# Kacujori Takeda
Kacujori Takeda (japonsky: 武田勝頼, Takeda Kacujori; 1546 – 3. dubna 1582) byl japonský daimjó období Sengoku. Byl synem slavného Šingena Takedy, vládce historické provincie Kai. Po prohrané bitvě u Nagašina (1575) nic nestálo v cestě Odů a Tokugawů do provincie Kai, Kacujori po jejich vítězném tažení nakonec spáchal seppuku. Tím byl završen pád celého klanu Takedů.